# 이종국 (스피드스케이팅 선수)
이종국(1921년 12월 15일 ~ 생사불명)은 대한민국의 스피드스케이팅 선수였다. 1948년 동계 올림픽 스피드스케이팅 두 종목에 출전했다. 대한민국 이름으로 처음 참가한 올림픽에서 이종국은 개막식 기수를 맡아 처음으로 태극기를 들고 올림픽에 입장했다. 1000m에서 공동 36위(2분 30초 9), 5000m에서 38위(9분 36초 7)을 기록했다.